# Laborec
Laborec este o arie protejată (arie specială de conservare — SAC, sit de importanță comunitară — SCI) din Slovacia întinsă pe o suprafață de 15,81 ha, integral pe uscat.

## Localizare
Centrul sitului Laborec este situat la coordonatele 49°19′30″N 21°51′30″E / 49.325101°N 21.858372°E.

## Înființare
Situl Laborec a fost declarat sit de importanță comunitară în aprilie 2004 pentru a proteja 10 specii de animale. Situl a fost protejat și ca arie specială de conservare în martie 2004.

## Biodiversitate
Situată în ecoregiunea alpină, aria protejată conține 2 habitate naturale: Păduri aluvionare cu Alnus glutinosa și Fraxinus excelsior (Alno-Padion, Alnion incanae, Salicion albae), Liziere de ierburi înalte hidrofile de câmpie și de nivel montan până la alpin.
La baza desemnării sitului se află mai multe specii protejate:
- amfibieni (1): triton cu creastă (Triturus cristatus)
- mamifere (4): castor (Castor fiber), vidră de râu (Lutra lutra), liliac comun (Myotis myotis), liliacul mic cu potcoavă (Rhinolophus hipposideros)
- nevertebrate (3): Carabus variolosus, Isophya stysi, fluturele purpuriu (Lycaena dispar)
- pești (2): Barbus meridionalis, dunăriță (Sabanejewia aurata)

Pe lângă speciile protejate, pe teritoriul sitului au mai fost identificate 1 specie de plante, 1 specie de amfibieni, 5 specii de mamifere, 4 specii de pești, 1 specie de reptile.